# The Great Moment
The Great Moment (bra: Triunfo sobre a Dor; prt: O Grande Momento) é um filme norte-americano de 1944, do gênero comédia dramático-biográfica, escrito e dirigido por Preston Sturges, baseado no livro Triumph Over Pain (1940) de René Fülöp-Miller.

## Sinopse
O dentista do século 19 William Thomas Green Morgan tinha uma ambição: que a anestesia em forma de éter fosse aceita pelo público e pelos estabelecimentos médicos e odontológicos. Nessa luta, ele abre mão de riqueza para livrar os pacientes da dor.

## Elenco
- Joel McCrea ... William Thomas Green Morton
- Betty Field ... Elizabeth Morton
- Harry Carey ... Prof. Warren
- William Demarest ... Eben Frost
- Louis Jean Heydt ... Dr. Horace Wells
- Julius Tannen ... Dr. Charles Jackson
- Edwin Maxwell ... Vice-presidente da Sociedade Médica
- Porter Hall ... Presidente Franklin Pierce
- Franklin Pangborn ... Dr. Heywood
- Grady Sutton ... Homer Quimby
- Donivee Lee ... Betty Morton
- Harry Hayden ... Judge Shipman
- Torben Meyer ... Dr. Dahlmeyer
- Victor Potel ... Primeiro paciente odontológico
- Thurston Hall ... Senador Borland
- J. Farrell MacDonald ... O padre